# چگونه نمایشنامه‌نویس شدم
چگونه نمایشنامه‌نویس شدم نام کتابی از الکساندر دوما است.این کتاب تک جلدی‌ست و سرگذشت‌نامه گونه است.

## داستان
الکساندر دوما در این کتاب کوچک که در اصل اثری مستقل است و در کنار خاطراتش چاپ شده با زبانِ شیوای خود نقل می‌کند که چگونه با جیبِ خالی از شهرستان راهی پاریس می‌شود و بر اثر پایمردی و سخت‌کوشی، پایتخت فرانسه را فتح می‌کند و درهای «کمدی فرانسز»، مشهورترین کانون هنر نمایشی فرانسه در آن دوران را به روی خود می‌گشاید.

## بن‌مایه
- نشر قطره